# تاو لین
تاو لین (انگلیسی: Tao Lin؛ زادهٔ ۲ ژوئیهٔ ۱۹۸۳) یک رمان‌نویس، و نویسنده اهل ایالات متحده آمریکا است.